# Hylocomium paludosum
Hylocomium paludosum là một loài Rêu trong họ Hylocomiaceae. Loài này được (Austin) A. Jaeger mô tả khoa học đầu tiên năm 1880.